# ランスマ倶楽部
『ランスマ倶楽部』（ランスマくらぶ）は、NHK BS（2023年11月まではNHK BS1）の市民ランナー向けのジョギング・ランニング・マラソンをテーマにした教養番組である。2012年の放送開始から2018年度までは、『ラン×スマ 街の風になれ』、2019年度は『ラン×スマ』と言う番組名で放送した。

## 概要
東京マラソンの人気により、2000年代後半から全国各地で市民ランナーが参加する市民マラソン・ロードレースの大会が数多く行われており、市民ランナーはマラソンの順位を競うだけでなく、走ることの楽しさを追求するようになった。この番組ではそういったロードレースなどに参加する市民ランナーのために、ロードレースを走るための心得や健康管理、アドバイスを紹介するとともに、全国各地で行われる市民マラソンを取材し、そこで実際にレポーターがレースに参加したり、あるいはそのレースに参加する市民ランナーに密着取材したものなどを放送している。2019年度から、タイトルの「街の風になれ」が取れ単に「ラン×スマ」となり、放送時間がこれまでの25分から50分に拡大された。
2020年3月18日で「ラン×スマ」としての放送を終了。当初は2020年秋から「ランスマ倶楽部」としてリニューアルする予定だったが、新型コロナウイルスの影響で2020年5月2日に本番組の緊急特番として「おうちでランスマ倶楽部」を放送。これが実質的な「ランスマ倶楽部」の初回となった。
その後、NHK BSの枠再編に伴い2023年度からはチャリダー★と交互の隔週金曜日21時30分から22時00分までの30分枠へと変更された。

## 放送日時
- 放送開始　2012年4月（月1回レギュラーとして）→2012年11月（毎週レギュラーとして）
  - レギュラー化前の2011年12月にパイロット版「人生を変えるランニングスペシャル」を放送。その後2012年4月から6月・9月・10月に毎月1回ペースで放送し、同11月からレギュラーの毎週放送となった。
- レギュラー化以後における放送時間
  - 初回

2012年11月 - 2013年3月 日曜21:00-21:25
2013年4月 - 2016年3月 土曜18:00-18:30
2016年4月 - 2019年3月 土曜18:25-18:50
2019年4月 - 2020年3月 水曜21:00-21:50
2020年10月 - 2023年3月 日曜 17:00 - 17:50
2023年4月 -  金曜 21:30 - 22:00
  - 再放送

2012年11月 - 2013年3月 日曜5:00-5:25他随時
2013年4月 - 2014年3月 火曜14:00-14:30
2014年4月 - 2016年3月 金曜14:00-14:30、日曜5:00-5:25（日曜はPGAツアー/世界ゴルフ選手権中継がない場合）
2016年4月 - 2019年3月 木曜14:00-14:25
2019年4月 - 現在 土曜07:00-07:50

## 放送内容
原則として初回放送の日付で掲載している。

### 2011年
| 放送日   | タイトル                         | 大会         | ランナー/レポーター |
| -------- | -------------------------------- | ------------ | ------------------- |
| 12月25日 | 人生を変えるランニングスペシャル | NAHAマラソン | 中村優              |

### 2012年
| 放送日   | タイトル                                  | 大会                                                                   | ランナー/レポーター                        |
| -------- | ----------------------------------------- | ---------------------------------------------------------------------- | ------------------------------------------ |
| 4月29日  | 春らんまん☆あなたも走りませんかスペシャル | 四万十川桜マラソン 横浜スイーツマラソン                                | 中村優                                     |
| 5月27日  | 走る楽しみは十人十色スペシャル            | かすみがうらマラソン                                                   | 中村優（レポート）                         |
| 6月24日  | 走る目的を見つけようスペシャル            | 洞爺湖マラソン                                                         | 中村優                                     |
| 9月23日  | ドキドキわくわく☆初体験ラン♪              | 富里スイカロードレース 南魚沼グルメマラソン 人間塩出し昆布マラソン大会 | 中村優（10km） たくや（5km） かずや（5km） |
| 10月7日  | 仲間と走ろう!スペシャル                   | フライデーナイト・リレーマラソン in 国立競技場                         | 中村優（+一般ランナーのべ8名）             |
| 11月11日 | ちばアクアラインマラソン（前編）          | ちばアクアラインマラソン                                               | SHELLY （給水ボランティア）                |
| 11月18日 | ちばアクアラインマラソン（後編）          | ちばアクアラインマラソン                                               | SHELLY （給水ボランティア）                |
| 12月2日  | 湘南国際マラソン（前編）                  | 湘南国際マラソン                                                       | 田村亮（10km）                             |
| 12月16日 | 湘南国際マラソン（後編）                  | 湘南国際マラソン                                                       | ハブ                                       |

### 2013年
| 放送日   | タイトル                                                                               | 大会                               | ランナー/レポーター                                      |
| -------- | -------------------------------------------------------------------------------------- | ---------------------------------- | -------------------------------------------------------- |
| 01月01日 | 2013年ランナーの目標宣言スペシャル                                                     |                                    |                                                          |
| 01月06日 | 岐阜いびがわマラソン（前編）                                                           | いびがわマラソン                   | 中村優                                                   |
| 01月13日 | 岐阜いびがわマラソン（後編）                                                           | いびがわマラソン                   | 中村優                                                   |
| 01月20日 | 奈良マラソン（前編） 大仏から鹿まで!古都奈良を旅ラン                                   | 奈良マラソン                       | 中村優                                                   |
| 01月27日 | 奈良マラソン（後編） 優ちゃん ふるさと奈良で感動ラン!                                  | 奈良マラソン                       | 中村優                                                   |
| 02月03日 | 教えて!金さん!スペシャル                                                               |                                    | 光浦靖子                                                 |
| 02月10日 | 鹿児島いぶすき菜の花マラソン（前編） 薩摩富士に温泉!春さきどり旅ラン                   | いぶすき菜の花マラソン             | 中村優                                                   |
| 02月17日 | 鹿児島いぶすき菜の花マラソン（後編） 雨にも風にも負けずエイドで満腹ラン!               | いぶすき菜の花マラソン             | 中村優                                                   |
| 02月24日 | 亮さんと走ろう!ラン×スマ杯〜トラック練習編〜                                           |                                    | パパイヤ鈴木 エリック・ワイナイナ ガンドゥ・ベンジャミン |
| 03月03日 | 亮さんと走ろう!ラン×スマ杯〜チャレンジ!12キロ編〜                                      |                                    | パパイヤ鈴木 エリック・ワイナイナ ガンドゥ・ベンジャミン |
| 03月10日 | 東京マラソン（前編） SHELLYが給水ボランティアに再挑戦！                                | 東京マラソン                       | SHELLY （給水ボランティア）                              |
| 03月24日 | 東京マラソン（後編） チャリティランナー 思いを胸に駆け抜ける!                          | 東京マラソン                       | SHELLY （給水ボランティア）                              |
| 03月30日 | 総集編 今からでも間に合う!金さん講座総まとめ                                           |                                    |                                                          |
| 04月06日 | 能登和倉万葉の里マラソン（前編） かき!温泉!早春の能登満喫ラン!!                        | 能登和倉万葉の里マラソン           | 中村優                                                   |
| 04月27日 | 能登和倉万葉の里マラソン（後編） 坂道もなんのその!雨女返上のスマイルラン!!             | 能登和倉万葉の里マラソン           | 中村優                                                   |
| 05月04日 | さが桜マラソン（前編） ひと足お先に さくら満開ラン!!                                   | さが桜マラソン                     | 中村優                                                   |
| 05月18日 | さが桜マラソン（後編） 優ちゃんが桜に?吉野ヶ里でタイムトラベルラン!!                   | さが桜マラソン                     | 中村優                                                   |
| 05月25日 | 長野マラソン（前編） 師匠に学べ!ハブのサブ4への道!!                                    | 長野マラソン                       | ハブ                                                     |
| 06月01日 | 長野マラソン（後編） まさかの雪!ハブがむしゃらラン!!                                   | 長野マラソン                       | ハブ                                                     |
| 06月08日 | 教えて!金さん!スペシャル 第2弾                                                         |                                    |                                                          |
| 06月15日 | ラン×スマのトレイルランニング入門 〜先生はあの鏑木毅!これであなたも始められる!         |                                    | 鏑木毅（コーチ）                                         |
| 06月22日 | 東京・柴又100Kmウルトラマラソン（前編） 挑戦60キロ! 優ちゃんのウルトラマラソンへの道!! | 柴又100Km 〜東京⇔埼玉⇔茨城の道〜   | 中村優（60km）                                           |
| 06月29日 | 東京・柴又100Kmウルトラマラソン（後編） 激走60キロ!優ちゃんスマイルランなるか?         | 柴又100Km 〜東京⇔埼玉⇔茨城の道〜   | 中村優（60km）                                           |
| 07月06日 | 山形・ひがしねさくらんぼマラソン（前編） あの“最速ランナー”を森山直太朗が応援!!        | 果樹王国ひがしねさくらんぼマラソン | 宇野けんたろう（ハーフ） 森山直太朗（レポート）          |
| 07月13日 | 山形・ひがしねさくらんぼマラソン（後編） 直太朗大興奮!!さくらんぼ道をうのけん激走!!    | 果樹王国ひがしねさくらんぼマラソン | 宇野けんたろう（ハーフ） 森山直太朗（レポート）          |
| 07月20日 | トレラン入門 第2弾                                                                     |                                    | ハブ、鏑木毅（コーチ）                                   |
| 08月03日 | 亮さん ハーフマラソンへの道                                                            |                                    |                                                          |
| 08月10日 | 教えて!金さん!スペシャル 第3弾                                                         |                                    | 光浦靖子                                                 |
| 08月17日 | みんなで夏合宿 in 山中湖（前編）                                                       |                                    | 宮地謙典 なかやまきんに君                                |
| 08月24日 | みんなで夏合宿 in 山中湖（後編）                                                       |                                    | ハブ                                                     |
| 08月31日 | オロロンライン全道マラソン 北海道で激走?ザ・たっち 10kmランに挑戦!                     | オロロンライン全道マラソン         | ザ・たっち（10km）                                       |
| 09月07日 | 秋だ走りだそう!スペシャル                                                              |                                    |                                                          |
| 09月21日 | 磐梯高原猪苗代湖マラソン（前篇） 亮さん金さん福島ふれあい旅                            | 磐梯高原猪苗代湖マラソン           | 田村亮（ハーフ）                                         |
| 09月28日 | 磐梯高原猪苗代湖マラソン（後編） 亮の激走!初ハーフマラソン!                            | 磐梯高原猪苗代湖マラソン           | 田村亮（ハーフ）                                         |
| 10月05日 | 美女たちのトレーニング講座                                                             |                                    | 道端カレン                                               |
| 11月23日 | 弘前・白神アップルマラソン（前編） 優ちゃんりんごの里で旅ラン!                         | 弘前・白神アップルマラソン         | 中村優                                                   |
| 11月30日 | 弘前・白神アップルマラソン（後編） 優ちゃん秋の青森 満喫ラン!                          | 弘前・白神アップルマラソン         | 中村優                                                   |
| 12月07日 | 教えて!金さん!スペシャル 第4弾                                                         |                                    | 石原良純                                                 |
| 12月14日 | つくばマラソン（前編） 大学で学ぶ?ハブのサブ4再挑戦!                                   | つくばマラソン                     | ハブ                                                     |
| 12月21日 | つくばマラソン（後編） ハブ激走!ついにサブ4達成か?                                     | つくばマラソン                     | ハブ                                                     |
| 12月28日 | ホノルルマラソン（前編） ハワイでスマイルラン! & 2013がんばったランナー                | ホノルルマラソン                   | 中村優 ハブ、ザ・たっち                                  |

### 2014年
| 放送日   | タイトル                                                                   | 大会                                 | ランナー/レポーター                       |
| -------- | -------------------------------------------------------------------------- | ------------------------------------ | ----------------------------------------- |
| 01月04日 | ホノルルマラソン（後編） まるごとホノルルマラソンスペシャル                | ホノルルマラソン                     | 中村優                                    |
| 01月11日 | 三浦半島82kmみちくさウルトラマラソン 優ちゃん“未知との遭遇”全力ラン!       | 三浦半島82kmみちくさウルトラマラソン | 中村優（82km）                            |
| 01月18日 | 神流マウンテンラン＆ウォーク（前編） SHELLY大奮闘!                         | 神流マウンテンラン&ウォーク          | SHELLY （ボランティア） 鏑木毅            |
| 01月25日 | 神流マウンテンラン＆ウォーク（後編） 密着!おもてなしトレラン               | 神流マウンテンラン&ウォーク          | SHELLY （ボランティア） 鏑木毅            |
| 03月01日 | 紀州口熊野マラソン（前編） 和歌山 歴史の道を旅ラン!                        | 紀州口熊野マラソン                   | 中村優                                    |
| 03月08日 | 紀州口熊野マラソン（後編） 梅パワーで熊野を快走!                           | 紀州口熊野マラソン                   | 中村優                                    |
| 03月15日 | 愛媛マラソン（前編） カレン“坊っちゃん”の街を旅ラン!                       | 伊豆大島カメリアマラソン             | ザ・たっち（10km）                        |
| 03月15日 | 愛媛マラソン（前編） カレン“坊っちゃん”の街を旅ラン!                       | 愛媛マラソン                         | 道端カレン                                |
| 03月22日 | 愛媛マラソン（後編） 走った!食べた!カレンのスマイルラン!!                  | 愛媛マラソン                         | 道端カレン                                |
| 04月05日 | 名古屋ウィメンズマラソン（前編） 初登場リサ!オシャレな大会にワクワク!      | 名古屋ウィメンズマラソン             | 高樹リサ                                  |
| 04月12日 | 名古屋ウィメンズマラソン（後編） リサっち スマイルランに初挑戦!            | 名古屋ウィメンズマラソン             | 高樹リサ                                  |
| 04月19日 | 菜の花トレイルラン 全員集合?牧場でチーム対抗リレー!                        | 菜の花トレイルラン                   | ザ・たっち、中村優 高樹リサ、光浦靖子     |
| 04月26日 | 優とハブのトレーニングスペシャル!                                          |                                      |                                           |
| 05月03日 | 長野マラソン 優とハブ 目標達成なるか?                                      | 長野マラソン                         | 中村優、ハブ                              |
| 05月17日 | 南アルプス桃源郷マラソン（前編） 金さん 中学生にランニング指南!            | 南アルプス桃源郷マラソン             | 中村優（アシスタント） 山崎樹範（ゲスト） |
| 05月24日 | 南アルプス桃源郷マラソン（後編） リサ お花見ランで笑顔満開!                | 南アルプス桃源郷マラソン             | 高樹リサ（ハーフ）                        |
| 05月31日 | 仙台国際ハーフマラソン（前編） 直太朗 いざ青葉燃ゆ仙台へ!                  | 仙台国際ハーフマラソン               | 森山直太朗（ハーフ）                      |
| 06月07日 | 仙台国際ハーフマラソン（後編） 直太朗 初レースで驚きの走り!                | 仙台国際ハーフマラソン               | 森山直太朗（ハーフ）                      |
| 07月05日 | 奥久慈トレイルレース（前編） 鏑木毅に学べ!ハブがコース試走                 | 奥久慈トレイルレース                 | ハブ 鏑木毅                               |
| 07月12日 | 奥久慈トレイルレース（後編） ハブ&カブ きついコースでスマイルラン?         | 奥久慈トレイルレース                 | ハブ 鏑木毅                               |
| 07月19日 | 教えて!金さん!スペシャル第5弾 復興サポート in いわき                       |                                      | 春風亭小朝、ザ・たっち                    |
| 08月02日 | サロマ湖100kmウルトラマラソン（前編） 優のウルトラ完走大作戦!              | サロマ湖100キロウルトラマラソン      | 中村優（100km）                           |
| 08月09日 | サロマ湖100kmウルトラマラソン（後編） スマイルランナー中村優 最大のピンチ! | サロマ湖100キロウルトラマラソン      | 中村優（100km）                           |
| 08月23日 | わかさぎマラソン（前編） 亮と金さん ふれあい旅in 東北町!                   | わかさぎマラソン                     | 田村亮                                    |
| 08月30日 | わかさぎマラソン（後編） 暑い!金さんいない!亮 完走なるか?                  | わかさぎマラソン                     | 田村亮                                    |
| 11月01日 | おもしろマラソンin広島                                                     | 八幡川リバーマラソン                 | ザ・たっち、高樹リサ                      |
| 11月08日 | 新潟シティマラソン（前編） 秋だ!お米だ!ハブのおもしろ旅?                   | 新潟シティマラソン                   | ハブ 宇野けんたろう                       |
| 11月15日 | 新潟シティマラソン（後編） 大奮闘!ハブと俊足ランナーのリポート対決!        | 新潟シティマラソン                   | ハブ 宇野けんたろう                       |
| 11月22日 | 教えて!金さん!スペシャル 第6弾                                             |                                      | 内藤大助                                  |
| 12月06日 | 下関海響マラソン（前編） リサ ふぐの街でウキウキ旅ラン!                    | 下関海響マラソン                     | 高樹リサ                                  |
| 12月13日 | 下関海響マラソン（後編） アップダウンに強風!リサ完走は?                    | 下関海響マラソン                     | 高樹リサ                                  |
| 12月20日 | こどもの国駅伝 全員集合!走って年忘れ!                                      | こどもの国 駅伝大会                  | レギュラー全員 バービー 宮地謙典          |

### 2015年
| 放送日   | タイトル                                                       | 大会                                    | ランナー/レポーター                                       |
| -------- | -------------------------------------------------------------- | --------------------------------------- | --------------------------------------------------------- |
| 01月24日 | 教えて!金さん! 三重県で指南 &お伊勢さんマラソン                | お伊勢さんマラソン                      | 高樹リサ（10km）                                          |
| 02月07日 | 亮のフルマラソンへの道 〜東京30Km 冬大会〜                     | 東京30Km                                | 田村亮（30km）                                            |
| 02月14日 | 館山若潮マラソン（前編） 金さん優ちゃんぶらり旅                | 館山若潮マラソン                        | 金哲彦 中村優                                             |
| 02月21日 | 館山若潮マラソン（後編） 金さんサブ4でスマイルラン             | 館山若潮マラソン                        | 金哲彦 中村優                                             |
| 03月07日 | 京都マラソン リサ 応援のおもてなしに感激ラン!                  | 京都マラソン                            | 高樹リサ                                                  |
| 03月14日 | 静岡マラソン（前編） 富士山におでんに家康!!                    | 静岡マラソン                            | 中村優                                                    |
| 03月28日 | 静岡マラソン（後編） 優 雨にも負けず撮るラン!                  | 静岡マラソン                            | 中村優                                                    |
| 04月04日 | 横浜マラソン（前編）                                           | 横浜マラソン                            | 田村亮                                                    |
| 04月11日 | 横浜マラソン（後編） 亮の初フル 激走ドキュメント               | 横浜マラソン                            | 田村亮                                                    |
| 04月18日 | 渋谷・表参道Women’s Run                                        | 渋谷・表参道Women’s Run                 | LiLiCo（10km）                                            |
| 04月25日 | 教えて!金さん!特別編 ザ・たっちの走ってダイエット              |                                         | ザ・たっち                                                |
| 05月02日 | 長野マラソン（前編） 善光寺御開帳とハブのPR大作戦              | 長野マラソン                            | ハブ                                                      |
| 05月09日 | 長野マラソン（後編） ハブ 3時間50分切りなるか?                 | 長野マラソン                            | ハブ                                                      |
| 05月23日 | Wings for Life World Run（前編）                               | Wings for Life World Run                | 宇野けんたろう 高樹リサ（レポート）                       |
| 05月30日 | Wings for Life World Run（後編）                               | Wings for Life World Run                | 宇野けんたろう 高樹リサ（レポート）                       |
| 06月13日 | 鹿沼さつきマラソン                                             | 鹿沼さつきマラソン                      | ザ・たっち（10km）                                        |
| 06月27日 | 教えて！金さん！スペシャル 第7弾                               | （NHK公開復興サポート）                 | 高樹リサ、ザ・たっち エリック・ワイナイナ、真鍋未央       |
| 07月18日 | 飛騨高山ウルトラマラソン（前編）                               | 飛騨高山ウルトラマラソン                | 中村優（100km）                                           |
| 07月25日 | 飛騨高山ウルトラマラソン（後編）                               | 飛騨高山ウルトラマラソン                | 中村優（100km）                                           |
| 08月08日 | 放送100回記念・いしのまき復興マラソン 亮と金さん ふれあいラン! | いしのまき復興マラソン                  | 金哲彦、田村亮 カイ・コーヘン                             |
| 08月22日 | 富士登山競走（前編）                                           | 富士登山競走                            | ハブ、鏑木毅 （五合目コース）                             |
| 08月29日 | 富士登山競走（後編） ハブ 標高差1500mに挑む!                   | 富士登山競走                            | ハブ、鏑木毅 （五合目コース）                             |
| 09月05日 | 小布施見にマラソン（前編） リサ奮闘!初めての仮装作り           | 小布施見にマラソン                      | 高樹リサ                                                  |
| 09月12日 | 小布施見にマラソン（後編） リサの初仮装ラン!                   | 小布施見にマラソン                      | 高樹リサ                                                  |
| 11月14日 | 大阪マラソン（前編） 優とリサ なにわで珍道中!                  | 大阪マラソン                            | 中村優 高樹リサ                                           |
| 11月21日 | 大阪マラソン（後編） 走って食べて歌ってスマイル!               | 大阪マラソン                            | 中村優 高樹リサ                                           |
| 12月05日 | 富山マラソン（前編） 良純さん 初開催のコースを下見             | 富山マラソン                            | 石原良純（リタイア） 金哲彦                               |
| 12月12日 | 富山マラソン（後編） 絶景の海と山!あったかい応援!              | 富山マラソン                            | 石原良純（リタイア） 金哲彦                               |
| 12月19日 | 味スタ6時間リレーマラソン                                      | 味の素スタジアム6時間耐久リレーマラソン | バービー、中村優、高樹リサ 谷川真理、芹那、カイ・コーヘン |

### 2016年
| 放送日   | タイトル                                              | 大会/イベント                    | ランナー/レポーター                                    |
| -------- | ----------------------------------------------------- | -------------------------------- | ------------------------------------------------------ |
| 01月16日 | 大田原マラソン 金哲彦 50代のサブ3挑戦!                | 大田原マラソン                   | 金哲彦                                                 |
| 02月06日 | あなたはなぜ走るのですか?                             |                                  | 間寛平                                                 |
| 02月20日 | 教えて!金さん!スペシャル 第8弾                        |                                  | 鶴見辰吾                                               |
| 02月27日 | いわきサンシャインマラソン（前編）                    | いわきサンシャインマラソン       | バービー（10km）                                       |
| 03月05日 | いわきサンシャインマラソン（後編）                    | いわきサンシャインマラソン       | カイ・コーヘン                                         |
| 03月12日 | 北九州マラソン（前編） 優のプレイバック・スマイルラン | 北九州マラソン                   | 中村優                                                 |
| 03月19日 | 北九州マラソン（後編） 中村優 笑顔で卒業ラン!         | 北九州マラソン                   | 中村優                                                 |
| 04月16日 | 渋谷表参道 Women's Run                                | 渋谷表参道Women's Run            | 秋元才加（10km）                                       |
| 04月23日 | 春合宿スペシャル（前編） 30kmの壁克服テクニック       |                                  | レギュラー全員、高樹リサ 宮地謙典、Ｍ高史 ハブサービス |
| 04月30日 | 春合宿スペシャル（後編） 30kmの壁を越えろ!            |                                  | レギュラー全員、高樹リサ 宮地謙典、Ｍ高史 ハブサービス |
| 05月07日 | かすみがうらマラソン（前編） 女性ランナー伴走に初挑戦 | かすみがうらマラソン             |                                                        |
| 05月14日 | かすみがうらマラソン（後編） 2回目のフル              | かすみがうらマラソン             | 田村亮                                                 |
| 05月28日 | ハブ 3時間30分切りに挑戦!                             | 長野マラソン                     | ハブ                                                   |
| 06月04日 | とくしまマラソン（前編） 地元ランナーのお悩み解決     | とくしまマラソン                 | 高樹リサ                                               |
| 06月11日 | とくしまマラソン（後編） 初フルランナーの完走は?      | とくしまマラソン                 | 高樹リサ                                               |
| 06月18日 | Wings for Life World Run前編                          | Wings for Life World Run         | 宇野けんたろう、高樹リサ                               |
| 06月25日 | Wings for Life World Run後編                          | Wings for Life World Run         | 宇野けんたろう、高樹リサ                               |
| 07月02日 | 伊豆稲取キンメマラソン（前編）                        | 伊豆稲取キンメマラソン           | 高樹リサ（3km）                                        |
| 07月09日 | 伊豆稲取キンメマラソン（後編）                        | 伊豆稲取キンメマラソン           | LiLiCo（ハーフ）                                       |
| 07月16日 | 函館マラソン（前編） 目指せサブ5 ペース走特訓!        | 函館マラソン                     | 高樹リサ                                               |
| 07月23日 | 函館マラソン（後編） 雨に風!5時間切りなるか?          | 函館マラソン                     | 高樹リサ                                               |
| 07月30日 | 身近なところで走ってみよう!                           | 東京タワー階段競走 TOKYO FREE 10 | ハブサービス 金哲彦                                    |
| 08月27日 | 夏こそ重要 必見!秋に向けてのトレーニング              |                                  | 秋元才加                                               |
| 09月10日 | 富士登山競走（前編） 登りに強い体を作れ!              | 富士登山競走                     | ハブサービス                                           |
| 09月23日 | 富士登山競走（後編） 自分の限界を超えろ!              | 富士登山競走                     | ハブサービス                                           |
| 11月12日 | “お尻”鍛えてビューティーラン!                         | 越後湯沢秋桜ハーフマラソン       | 秋元才加（時間制限リタイア）                           |
| 11月19日 | ランナーのからだケア ひざ編                           |                                  |                                                        |
| 12月10日 | 出張教えて!金さん! in 岡山 〜おかやまマラソン（前編） | おかやまマラソン                 | 高樹リサ                                               |
| 12月23日 | 出産しても走りたい! 〜おかやまマラソン（後編）        | おかやまマラソン                 | 高樹リサ                                               |

### 2017年
| 放送日   | タイトル                                                | 大会/イベント                                        | ランナー/レポーター                                                                       |
| -------- | ------------------------------------------------------- | ---------------------------------------------------- | ----------------------------------------------------------------------------------------- |
| 01月14日 | 短期間でスピードアップ! 〜いすみ健康マラソン〜          | いすみ健康マラソン                                   | 秋元才加（ハーフ）                                                                        |
| 01月28日 | 運動不足の中年でもフルマラソン! 〜青島太平洋（前編）    | 青島太平洋マラソン                                   | 元木大介                                                                                  |
| 02月04日 | 運動不足の中年でもフルマラソン! 〜青島太平洋（後編）    | 青島太平洋マラソン                                   | 元木大介                                                                                  |
| 02月18日 | ランニングを科学する“ガチ・ユル走”で持久力アップ        |                                                      | 高樹リサ                                                                                  |
| 03月18日 | 熊本城マラソン スペシャル                               | 熊本城マラソン                                       | 田村亮（フル伴走） 秋元才加（ファンラン伴走）                                             |
| 04月08日 | 春だ!みんなでRUN RUN RUN                                | （フォトロゲイニング）                               | レギュラー全員 ザ・たっち、ハブ、宮地謙典 谷川真理、高樹リサ、鶴見辰吾 春香クリスティーン |
| 04月22日 | あなたの練習 大丈夫? 〜教えて!金さん!〜                 |                                                      | 篠山輝信                                                                                  |
| 04月29日 | ガチ・ユル走でフルに挑む                                |                                                      | 高樹リサ                                                                                  |
| 05月06日 | サブ3.5ガチンコ勝負（前編） 〜長野マラソン〜            | 長野マラソン                                         | ハブサービス 藤森慎吾                                                                     |
| 05月13日 | サブ3.5ガチンコ勝負（後編） 〜長野マラソン〜            | 長野マラソン                                         | ハブサービス 藤森慎吾                                                                     |
| 06月10日 | シリーズ福島を走る（1）〜川内の郷かえるマラソン〜       | 川内の郷かえるマラソン                               | 高樹リサ（ハーフ）                                                                        |
| 06月17日 | シリーズ福島を走る（2）〜南相馬でランイベント〜         | 南相馬 FREE 10 NHK 公開復興サポート 明日へ in 南相馬 | 田村亮、金哲彦 秋元才加                                                                   |
| 06月24日 | ランナーのからだケア〜足裏編〜                          |                                                      |                                                                                           |
| 07月15日 | “やせるラン”に挑戦（前編） 小豆島オリーブマラソン       | 小豆島オリーブマラソン                               | トミドコロ（ハーフ） 松井まり（ハーフ）                                                   |
| 07月22日 | “やせるラン”に挑戦（後編） 小豆島オリーブマラソン       | 小豆島オリーブマラソン                               | トミドコロ（ハーフ） 松井まり（ハーフ）                                                   |
| 08月12日 | トレイルラン! 〜スパトレイル四万to草津（前編）          | スパトレイル四万to草津                               | ハブサービス                                                                              |
| 08月26日 | トレイルラン! 〜スパトレイル四万to草津（後編）          | スパトレイル四万to草津                               | ハブサービス                                                                              |
| 09月09日 | 出張 教えて!金さん! in 福井                             |                                                      | ザ・たっち                                                                                |
| 09月16日 | “朝ラン大会”に挑む! 〜南越前 花はす早朝マラソン         | 花はす早朝マラソン                                   | ザ・たっち                                                                                |
| 09月23日 | 北海道マラソンへ!田村亮 炎の挑戦                        | 北海道マラソン                                       | 田村亮                                                                                    |
| 09月30日 | 北海道マラソン 男・45歳 田村亮の挑戦                    | 北海道マラソン                                       | 田村亮                                                                                    |
| 10月14日 | 輝け私!ランメークでビューティーラン!                    |                                                      | 長井かおり                                                                                |
| 11月18日 | 金哲彦53歳限界へ挑戦!白山白川郷ウルトラマラソン（前編） | 白山白川郷ウルトラマラソン                           | 金哲彦                                                                                    |
| 11月25日 | 金哲彦53歳限界へ挑戦!白山白川郷ウルトラマラソン（後編） | 白山白川郷ウルトラマラソン                           | 金哲彦                                                                                    |
| 12月09日 | 秋元才加 力走!雨ニモ風ニモ負けないぞSP                  | 金沢マラソン                                         | 秋元才加                                                                                  |
| 12月16日 | 決定!2017年 頑張った大賞                                |                                                      |                                                                                           |

### 2018年
| 放送日   | タイトル                                       | 大会/イベント                  | ランナー/レポーター                         |
| -------- | ---------------------------------------------- | ------------------------------ | ------------------------------------------- |
| 01月13日 | ありがとう!42.195km神戸マラソン                | 神戸マラソン                   | 高樹リサ                                    |
| 01月27日 | キラリ!市民ランナーファイル                    |                                | ザ・たっち                                  |
| 02月03日 | 教えて!金さん! 〜走りを仕事に生かします〜      |                                | 原田泳幸（ゲスト）                          |
| 03月17日 | WH〜Y?YOUは走りにニッポンへ? 姫路城マラソン    | 姫路城マラソン                 | 厚切りジェイソン                            |
| 03月24日 | 厚切りジェイソンが見たニッポン〜姫路城マラソン | 姫路城マラソン                 | 厚切りジェイソン                            |
| 04月14日 | お花見ランin南伊豆～夜桜を“たんぽぽ”が満喫～   | みちくさ夜桜マラソンin南伊豆町 | 白鳥久美子（20km）                          |
| 04月21日 | 出張 教えて!金さん!in沖縄                      |                                | 新里英之（HYボーカル） 名嘉俊（同ドラマー） |
| 04月28日 | 沖縄の人気バンドHYが故郷を走る!                | あやはし海中ロードレース大会   | 新里英之（HYボーカル） 名嘉俊（同ドラマー） |
| 05月12日 | 最新ギアチェック そのシューズで大丈夫?         |                                |                                             |
| 05月26日 | リベンジ!サブ3.5 やり抜きますので長野マラソン  | 長野マラソン                   | ハブサービス 藤森慎吾                       |
| 06月02日 | 今度こそサブ3.5“失敗しないので”長野マラソン    | 長野マラソン                   | ハブサービス 藤森慎吾                       |
| 06月09日 | 教えて!金さん!楽しく続けるランニング術         |                                | 光石研（ゲスト）                            |
| 06月30日 | キラリ!市民ランナーファイル第2弾               | 湘南ビーチラン                 |                                             |
| 07月14日 | 走って!撮って!日本大正村フォトロゲ2018         | 日本大正村フォトロゲ2018       | 秋元才加 谷川真理 高樹リサ                  |
| 09月08日 | ランナーのからだケア〜股関節まわり〜           |                                | 山田慎（ゲスト・スポーツドクター）          |
| 09月15日 | あの頂を目指せ!ハブサービスの富士登山競走      | 富士登山競走                   | ハブサービス                                |
| 09月22日 | 田村亮 人生初!トレイルラン                     |                                | 田村亮                                      |
| 09月29日 | 2020東京・マラソンコースを金哲彦が走る!        |                                | 野口みずき 林家たい平 金哲彦                |
| 10月06日 | ブランクを吹き飛ばせ!復帰ラン                  |                                | 真鍋未央（ランニングアドバイザー）          |
| 11月10日 | リサ 夢の4時間切り!?田沢湖マラソンへ           | 田沢湖マラソン                 | 高樹リサ                                    |
| 11月24日 | リサ 力走!田沢湖マラソン                       | 田沢湖マラソン                 | 高樹リサ                                    |
| 12月01日 | 絶景の四万十100kmマラソン激走〜四万十ウルトラ  | 四万十川ウルトラマラソン       | 宇野けんたろう                              |
| 12月08日 | 清流・四万十川で人生を変える100kmレースに挑む  | 四万十川ウルトラマラソン       | 宇野けんたろう                              |
| 12月22日 | ぐんまマラソンスペシャル「亮 先輩風を吹かす!」 | ぐんまマラソン                 | 田村亮                                      |

### 2019年
2019年7月以降の代理MCは特記無き場合は東京アナウンス室のアナウンサー。地方局アナの場合は（）内に局名を追記。
| 放送日                   | タイトル                                                     | 大会/イベント                    | ランナー/レポーター                                                                                   | 代理MC             |
| ------------------------ | ------------------------------------------------------------ | -------------------------------- | --- | ------------------ |
| 01月05日 総合17:10-18:00 | いだてん×ラン×スマ「走って笑って50分」                       | 金栗四三翁マラソン大会           | 中村勘九郎（ゲスト） 田村亮 LiLiCo                                                                    | -                  |
| 01月05日                 | 教えて!金さん!山中伸弥さんがやってきた!                      |                                  | 山中伸弥（ゲスト）                                                                                    | -                  |
| 01月26日                 | 激走!車いすマラソンの世界に迫る!                             | 日産カップ追浜チャンピオンシップ | 高樹リサ 鈴木朋樹（ゲスト）                                                                           | -                  |
| 02月03日                 | 青学駅伝チームを支える中野ジェームズ修一 登場!               |                                  | 中野ジェームズ修一（ゲスト）                                                                          | -                  |
| 03月09日                 | 秋元才加 大人気!徳島の“お接待”マラソンに挑む                 | 海部川風流マラソン               | 秋元才加                                                                                              | -                  |
| 03月16日                 | 秋元才加“お接待マラソン”で最高のスマイルラン!                | 海部川風流マラソン               | 秋元才加                                                                                              | -                  |
| 04月03日                 | ラン×脳                                                      |                                  | 茂木健一郎（ゲスト）                                                                                  | -                  |
| 04月17日                 | ラン×ENJOY                                                   | 横島いちごマラソン               | 田村亮 鈴木奈々 宮崎美子                                                                              | -                  |
| 05月22日                 | ラン×筋肉                                                    |                                  | 武田真治（ゲスト） 林隆道（東海大学陸上競技部ストレングス&コンディショニングアドバイザー） 羽生幸次郎 | -                  |
| 05月29日                 | 日本屈指のグルメなマラソン大会、高樹リサが完走・完食を目指す | 東北風土マラソン                 | 高樹リサ                                                                                              | -                  |
| 07月17日                 | ランナーと風呂ステキなつきあい方を提案! 疲労回復法も         | 湯けむりマラソン大会全国大会     | 猫ひろし 古原靖久                                                                                     | 阿部渉             |
| 08月14日                 | MC鈴木奈々10キロレースに初挑戦 初心者にはヒント満載!         |                                  | 鈴木奈々                                                                                              | 安部みちこ         |
| 08月28日                 | 地獄の坂を乗り切れ!坂嫌いのランナー必見 坂のトレーニング法   | 田沢湖マラソン                   | 高樹リサ 柏原竜二（ゲスト）                                                                           | 吉田真人           |
| 10月16日                 | 教えて!金さん!スペシャル マラソンシーズン到来お悩み解決      |                                  | 山田慎 林隆道（ゲスト）                                                                               | 大嶋貴志           |
| 11月06日                 | トレイルランしようよ その魅力とトレーニングのコツ            | 野沢トレイルフェス               | 齋藤美紀 佐野千晃                                                                                     | 宮崎大地（長野局） |
| 11月20日                 | “お絵かきラン”でとことん遊ぼう!オリラジ藤森慎吾登場          |                                  | 藤森慎吾 飯尾和樹（ゲスト）                                                                           | 吉田真人           |
| 11月27日                 | 憧れのサブ3.5を目指せ!ロンドン五輪代表・藤原新が登場!        | しまだ大井川マラソンinリバティ   | 藤原新（ゲスト）                                                                                      | 横尾泰輔（静岡局） |
| 12月11日                 | キレイでカッコいい走りを取り戻せ 産後ランナーの復帰ラン      |                                  | 真鍋未央                                                                                              | 中谷文彦（山形局） |
| 12月18日                 | 地域でともに!認知症ランイベント                              | ラン伴                           | | 吉田真人           |
| 12月25日                 | いつまでも走り続けたい!スーパーシニアが続々登場 関根勤       |                                  | 関根勤 中野陽子                                                                                       | 原口雅臣           |

### 2020年
代理MCは特記無き場合は東京アナウンス室のアナウンサー。地方局アナの場合は（）内に局名を追記。
| 放送日                                   | タイトル                                                            | 大会/イベント    | ランナー/レポーター/ゲスト | 代理MC             |
| ---------------------------------------- | ------------------------------------------------------------------- | ---------------- | --- | ------------------ |
| 01月29日                                 | ドリームチームが挑む!前編 豪華メンバーが駅伝に出場                  | 川崎国際EKIDEN   | 金哲彦 エリック・ワイナイナ 土佐礼子 猫ひろし 渋井陽子 藤原新 川内鮮輝 宇野けんたろう 増田明美（解説） | 工藤三郎           |
| 02月05日                                 | ドリームチームが挑む!後編 超豪華メンバーの挑戦の結果は?             | 川崎国際EKIDEN   | 金哲彦 エリック・ワイナイナ 土佐礼子 猫ひろし 渋井陽子 藤原新 川内鮮輝 宇野けんたろう 増田明美（解説） | 工藤三郎           |
| 03月11日                                 | これが効くぞ!あなたに合ったトレーニング法                           |                  | ハブサービス 宇野けんたろう 高樹リサ | 池田耕一郎         |
| 03月18日                                 | 関門と坂の物語〜高知龍馬マラソン〜                                  | 高知龍馬マラソン | 白鳥久美子（ゲスト） | 永井克典（高知局） |
| この回より「ランスマ倶楽部」として放送。 |                                                                     |                  | |                    |
| 5月2日 22:00 - 22:50                     | おうちでランスマ倶楽部「青学と体幹勝負!〜あなたもこれで速くなる〜」 |                  | 高樹リサ 増田明美 藤原新（元プロランナー、スズキAC・男子ヘッドコーチ） 原晋（青山学院大学陸上競技部・長距離ブロック監督） 川内優輝（プロランナー） 佐野千晃 神林勇太（青学大陸上部選手・当時キャプテン） 岸本大紀（青学大陸上部選手） 湯原慶吾（青学大陸上部選手） 𠮷田圭太（青学大陸上部選手） 飯田貴之（青学大陸上部選手） | -                  |
| 08月09日                                 | プレ版 瀬古さんと走ろう!〜つながるラン〜                            | -                | 金哲彦 佐野千晃 増田明美 瀬古利彦 間寛平 浜本広晃（テンダラー） 藤原新 服部勇馬（トヨタ自動車所属・2020年東京五輪）男子マラソン日本代表選出 高樹リサ | -                  |
| 10月11日                                 | 初回スペシャル ランスマ倶楽部へようこそ!                            | -                | 瀬古利彦 増田明美 福島和可菜 | -                  |
| 10月18日                                 | 青山学院大学駅伝チームSP!原監督が秘密トレーニング初公開             | -                | 原晋 神林勇太 | -                  |
| 10月25日                                 | たった4日間で劇的に早くなる!リサと千晃が"合宿"に挑戦!               | -                | 原晋 | -                  |
| 11月15日                                 | 芸能人最強ランナー・福島和可菜 サブ3を保つ秘密のトレーニング        | -                | 福島和可菜 瀬古利彦 | -                  |
| 11月22日                                 | コロナに負けるな! 走るモチベーションを上げるには?                   | -                | 福島和可菜 瀬古利彦 | -                  |
| 11月29日                                 | サブ3/サブ4への道 千晃とリサの中間テスト                            | -                | 増田明美 | -                  |
| 12月06日                                 | ランナーお役立ち情報 インソールで速くなる!                          | -                | 増田明美 | -                  |
| 12月13日                                 | レジェンド・瀬古利彦がランニングウォッチを体験!                     | -                | 瀬古利彦 猫ひろし | -                  |
| 12月20日                                 | MYたまランコーススペシャル 野口みずきが紅葉の京都を走る             | -                | 瀬古利彦 野口みずき | -                  |

### 2021年
| 放送日   | タイトル                                                     | 大会/イベント | ランナー/レポーター/ゲスト |
| -------- | ------------------------------------------------------------ | ------------- | --- |
| 01月24日 | ドリーム駅伝 前編〜レジェンドランナーが今年も激走!           | -             | エリック・ワイナイナ 猫ひろし 福島和可菜 福島舞 SUI 吉田匠吾、吉川悠人、鈴木智、嶋崎敬太 （東大和トラッククラブ） まるお製作所 ランニング食堂 増田明美（解説） 工藤三郎（実況アナウンサー） |
| 01月31日 | ドリーム駅伝 後編〜レジェンドたちが激走 勝負の行方は?        | -             | エリック・ワイナイナ 猫ひろし 福島和可菜 福島舞 SUI 吉田匠吾、吉川悠人、鈴木智、嶋崎敬太 （東大和トラッククラブ） まるお製作所 ランニング食堂 増田明美（解説） 工藤三郎（実況アナウンサー） |
| 02月07日 | 箱根駅伝・高校駅伝スペシャル 青山学院大・原監督が出演!       | -             | 原晋 瀬古利彦 |
| 02月21日 | リモート金さんスペシャル 金哲彦がランナーをリモート指導!     | -             | 瀬古利彦 |
| 02月28日 | レジェンド豪華対談 “瀬古利彦×宗兄弟”“有森裕子×金哲彦”        | -             | 瀬古利彦 有森裕子 |
| 03月07日 | 千晃とリサの最終調整 サブ3・サブ4必達のメニュー教えます      | -             | - |
| 03月14日 | 五輪ヒーローのフォームを徹底研究!あなたに合う走法は?         | -             | - |
| 03月21日 | リモート金さん 目からウロコの気づきスペシャル                | -             | 福島和可菜 瀬古利彦 |
| 03月28日 | 高樹リサいよいよ運命の日・サブ4へ挑戦!果たして結果は?        | -             | |
| 04月25日 | 新メンバー登場!みんなのチャレンジ始動スペシャル              | -             | |
| 05月23日 | 出たぞ!びわ湖でマラソン日本新記録 レースを徹底分析           | -             | 瀬古利彦 増田明美 |
| 06月20日 | 箱根駅伝で躍進!東京国際大 ハリー杉山が強さの秘密を探る       | -             | 瀬古利彦 |
| 07月04日 | 五輪直前SP!マラソン・メダルのゆくえを大胆予想!               | -             | 瀬古利彦 有森裕子 |
| 09月12日 | 秘話続々!五輪マラソン代表の闘い                              | -             | 瀬古利彦 有森裕子 |
| 10月10日 | 爆笑!感動!ハリー・千晃・なだぎのチャレンジ報告               | -             | 増田明美 |
| 10月31日 | 爆笑!レジェンド対談 “増田明美×野口みずき”涙と笑いの秘話続々! | -             | 瀬古利彦 増田明美 |
| 11月21日 | レジェンド対談 藤原新×川内優輝 宿命のライバル秘話!           | -             | 瀬古利彦 |
| 11月28日 | スーパーランナー2本立てスペシャル                            | -             | 増田明美 弓削田眞理子 |
| 12月26日 | ハリー杉山 2回目のフルマラソンに挑戦!                        | -             | 福島和可菜 |

### 2022年
| 放送日   | タイトル                                        | 大会/イベント                              | ランナー/レポーター/ゲスト                                                                               |
| -------- | ----------------------------------------------- | ------------------------------------------ | --- |
| 01月09日 | ふるさと自慢!ご当地MYたまランコース スペシャル  | -                                          | 福島和可菜                                                                                               |
| 01月23日 | ドリーム駅伝 レジェンドランナー激走の行方(前編) | 川崎国際EKIDEN                             | エリック・ワイナイナ 猫ひろし 土佐礼子 渋井陽子 中村友梨香 増田明美（解説） 工藤三郎（実況アナウンサー） |
| 01月30日 | ドリーム駅伝 レジェンドランナー激走の行方(後編) | 川崎国際EKIDEN                             | エリック・ワイナイナ 猫ひろし 土佐礼子 渋井陽子 中村友梨香 増田明美（解説） 工藤三郎（実況アナウンサー） |
| 02月27日 | 箱根駅伝スペシャル                              | -                                          | 原晋 瀬古利彦                                                                                            |
| 03月13日 | 限界に挑むランナースペシャル                    | -                                          | 福島和可菜                                                                                               |
| 03月27日 | 大阪スペシャル                                  | -                                          | 有森裕子 福島和可菜                                                                                      |
| 04月03日 | 走る楽しさ 無限大スペシャル                     | -                                          | 瀬古利彦 神野大地                                                                                        |
| 04月24日 | 走るレベルだって無限大スペシャル                | -                                          | 増田明美 チャンカワイ 弓削田真理子                                                                       |
| 05月01日 | 森脇健児の元気もりもりラン〜石垣島マラソン〜    | 石垣島マラソン                             | 増田明美 森脇健児                                                                                        |
| 05月15日 | まるごと長野マラソンスペシャル                  | 長野マラソン                               | 有森裕子 藤原新                                                                                          |
| 06月12日 | 福士加代子に学ぶ“楽しくラクに走るには?”         | ノーザンホースパークマラソン               | 福士加代子 高樹リサ                                                                                      |
| 06月26日 | ハリー&咲楽の体当たりチャレンジ                 | -                                          | 藤原新 佐藤楓                                                                                            |
| 07月17日 | 暑さを吹き飛ばせ!夏のラントレスペシャル         | -                                          | 増田明美 チャンカワイ                                                                                    |
| 08月28日 | 真夏のチャレンジ大作戦                          | -                                          | 増田明美 藤原新                                                                                          |
| 09月18日 | 初レースに挑戦スペシャル                        | 夕張バリバリメロンラン                     | 増田明美 森脇健児                                                                                        |
| 10月02日 | マイランニングストーリー                        | -                                          | 有森裕子 瀬古利彦                                                                                        |
| 10月16日 | 聖地巡礼ランニング                              | -                                          | 有森裕子 瀬古利彦                                                                                        |
| 11月20日 | レースまで1か月!最後の走り込みスペシャル        | -                                          | 高樹リサ 瀬古利彦                                                                                        |
| 12月25日 | ハリーとチャンのダブルレーススペシャル!         | 水戸黄門漫遊マラソン 木更津ブルーベリーRUN | 森脇健児 藤原新                                                                                          |

### 不祥事による放送休止
本番組MCの田村ら、吉本興業の芸人11人が詐欺グループの闇営業に出演していた問題が発覚したことから、2019年6月15日の再放送及び同月24日の本放送を中止した。これ以降、田村は番組出演を取り止めた。
2019年7月17日放送分から放送を再開したが、男性MCはNHKアナウンサーが交替で代役を務める（2020年3月のラン×スマ終了まで）。

## 出演

### MC
- ハリー杉山（2021年4月～）
- 井上咲楽（2022年4月～）
- チャンカワイ（Wエンジン、2022年4月～）

#### 過去のMC
- 田村亮（ロンドンブーツ1号2号、～2019年6月）[3]
- 鈴木奈々（2019年4月～2020年3月）
- 秋元才加（2016年4月～2019年3月）
- バービー（フォーリンラブ）（2015年4月～2016年3月）
- SHELLY（～2015年3月）
- 高樹リサ（2020年5月～2022年3月・2020年3月まではランナー（レポーター））[3]
- 佐野千晃（2020年5月～2022年3月）[3]
- 藤原新（2020年5月～2022年3月、スズキアスリートクラブ男子マラソンヘッドコーチ）

#### 田村が出演自粛後のMC代理
2019年7月から2020年3月までの間は、NHKアナウンサーが代役を担当した。詳しくは放送内容を参照。

### 講師
- 金哲彦（プロ・ランニングコーチ、ランスマ倶楽部ではOPで総監督と紹介されている。）

### ランナー（レポーター）
- 中村優
- 高樹リサ
- ハブ
- 宇野けんたろう
- ザ・たっち

### アシスタント
- カイ・コーヘン（2015年4月～2016年3月）

### ナレーション
- LiLiCo（ラン×スマまで）
- 庄司宇芽香（ランスマ倶楽部から）

## スピンオフ
- この番組の講師を務めている金哲彦が、ランニング・ジョギングをするにあたってぜひ励行してほしいストレッチ運動をまとめた「ランスマ60秒」が随時BS1にて放映されている。
- 2015年度からこの番組の後の18:30（2016年度からは本番組前18:00）から放送されている「チャリダー★」とのコラボレーション「ランチャリ」が2015年に企画されている。

1. 8月22日・8月29日　「ラン×スマ」チームは、富士登山競走にハブと鏑木毅が参加。

## 書籍
- NHKランニング情報番組〈ラン×スマ〉 パーフェクトガイド（2014年3月刊　NHKサービスセンター
- NHK「ラン×スマ」 走らなかった人のためのランニングスタートブック（2014年2月刊　ヨシモトブックス　金哲彦・田村亮共著）